# 피나 바우슈

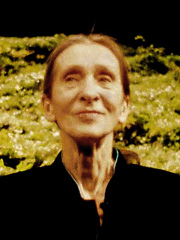

피나 바우슈(독일어: Pina Bausch, 1940년 7월 27일~2009년 6월 30일)는 독일의 무용가이다.

## 작품
- 《카페 뮐러》
- 《세계 도시 시리즈》
  - 서울 - 《러프 컷》
- 《마주르카 포고》
- 《봄의 제전》

## 관련 저서
- 마리온 마이어 지음, 이준서 옮김, 《피나 바우쉬: 끝나지 않을 몸짓》, 을유문화사, 2023년